# Ivan Yaremchuk

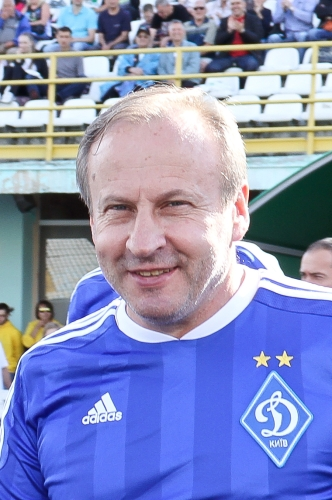
Ivan Yaremchuk

Ivan Ivanovich Yaremchuk (para os ucranianos, Ivanovych) - respectivamente, em russo, Иван Иванович Яремчук e, em ucraniano, Іван Іванович Яремчук (Velykyy Bychkiv, 19 de março de 1962) é um ex-futebolista ucraniano.

## Carreira
Debutou em 1979, no Dnipro Cherkasy. Em 1983, foi para o SKA Kiev, trocando-o dois anos depois para o rival Dínamo Kiev. O meia participaria de parte da época de ouro do clube, conquistando três campeonatos soviéticos (1985, 1986 e 1990), três Copas da URSS (1985, 1987 e 1990) e a taça mais importante, a segunda Recopa Europeia do Dínamo, em 1986. 
Também em 1986 foi para a Copa do Mundo do México, onde marcou seus dois gols pela Seleção Soviética, ambos na goleada de 6 x 0 sobre a Hungria, na estréia. Também foi ao mundial de 1990, seu último ano no Dínamo.
De 1991 até 1998, quando parou de jogar, passaria por nove clubes, o mais conhecido deles sendo o Hertha Berlim, onde jogou a temporada de 1992/93 da Bundesliga. Não chegaria a jogar pela recém-independente Ucrânia.